# Simon Petrus' Kerk
Simon Petrus' Kerk (Deens: Simon Peters Kirke) is een parochiekerk van de Deense Volkskerk op het eiland Amager in de Deense hoofdstad Kopenhagen.

## Geschiedenis
De kerk werd gebouwd door Københavns Kirkefond, een stichting die in de jaren 1890 werd opgericht om de bouw en de financiering van de vele kerken voor de groeiende stad mogelijk te maken.
Aan de bouw van de kerk ging de bouw van de parochiezaal in 1930 vooraf, die tot de voltooiing van de kerk voor de erediensten werd gebruikt. De parochie werd opgericht in 1935 en vormde een afsplitsing van de Filippusparochie. Drijvende kracht achter de bouw was P.L. Jensen, sinds 1929 de predikant van de Filippuskerk.
Het kerkgebouw werd ontworpen door Poul Staffeldt Matthiesen, die enkele jaren eerder ook het ontwerp voor de nabijgelegen Højdevang Kerk leverde.
De Kerk van Simon Petrus werd op 10 september 1944 geopend.

## Architectuur
De architectuur van de onconventionele bouw is gebaseerd op de vroege Baltische gotiek. Wegens gebrek aan financiële middelen kreeg de kerk geen toren.